# Bacino di Alarcón
Il bacino di Alarcón è una depressione sottomarina situata sul fondale marino della regione meridionale del Golfo di California, nell'Oceano Pacifico, al largo della costa dello stato messicano di Sinaloa. Il bacino è il risultato dell'attività del più meridionale dei centri di espansione del fondale presenti nel golfo, responsabile anche della formazione, all'interno del bacino, della dorsale di Alarcón. Quest'ultima, il più meridionale dei rilievi sottomarini del golfo, si è rivelata essere un campo idrotermale ricco di fumarole nere e quindi delle tipiche specie viventi che popolano questi ambienti estremi.
Il bacino e la dorsale sono collegati alla faglia di Tamayo, a sud, e alla faglia di Pescadero, a nord, due delle faglie trasformi della zona di rift del Golfo di California, ossia dell'estensione settentrionale della dorsale del Pacifico orientale.